# Confronto Final
Confronto Final é um filme brasileiro de 2005 roteirizado e dirigido por Alonso Gonçalves e protagonizado por Jackson Antunes, no papel de Marcos Ferrante.

## Sinopse
Após ter a casa assaltada por ladrões, Marcos, o bem-sucedido dono de uma rede de padarias, confia na polícia para trazer segurança para sua família. Porém, ao descobrir que os policiais que juraram protegê-lo são na verdade criminosos que buscam prejudicá-lo, ele decide combater pessoalmente os perigos que cercam seu lar e as pessoas que ama, partindo em uma violenta busca por vingança.

## Elenco
- Jackson Antunes - Marcos Ferrante
- Bárbara Salomão - Luiza Ferrante
- Adilson Maghá - Policial Ferreira
- Ílvio Amaral - Delegado Alvarenga
- Rodrigo Signoretti - Detetive Glayson